# Медицина в Черкасах

Черкаська медична академія

У місті Черкаси налічується 8 поліклінік (з них 3 — дитячі), обласна лікарня, 4 міські лікарні, дитяча міська лікарня, 6 диспансерів, 2 пологових будинки, госпіталь ветеранів Великої Вітчизняної війни. Також працюють медико-санітарні частини великих промислових підприємств («АЗОТ», «Фотоприлад»). Потужність лікарень міста — 2880 ліжок.
В медичних установах міста працює понад 919 лікарів та близько 2369 середніх медичних працівників. В місті працює понад 30 заслужених лікарів України, з них 13 — в обласній лікарні.
Щорічно в лікарнях міста проводиться близько 15,5 тис. операцій в стаціонарах та близько 15 тис. операцій в поліклініках.
Створена широка мережа спеціалізованих центрів для надання населенню висококваліфікованої медичної допомоги. У місті впроваджені сучасні технології оперативного втручання на нирках, печінці, підшлунковій залозі, стравоході. Широко використовуються малоінвазивні хірургічні технології — лапароскопія, ендоскопія, гістероскопія, риноскопія, ректоскопія. Впроваджено лапароскопічні оперативні втручання на органах черевної порожнини, ендопротезування великих суглобів.
У лікувальних закладах міста застосовуються сучасні технології екстракорпоральної детоксикації — плазмаферез, гемосорбція, ультрафільтрація крові, методи лімфокорекції, лазерне УФО опромінення, озонотерапія. Розвиваються нові напрямки діагностики — сучасні УЗ і рентген обладнання, розширюються біохімічні дослідження.
Фахівців для закладів охорони здоров'я готує Черкаська медична академія. В ньому здобувають освіту майбутні фельдшери, лаборанти, медсестри, фармацевти, стоматологи. У Черкасах з'являються і нові медичні заклади — серед них багато приватних медичних закладів.

## Список медичних закладів

### Лікарні

Перша черкаська міська лікарня

Міська лікарня № 2

- Перша черкаська міська лікарня. Адреса: вул. Дахнівська, 32
- Міська лікарня № 2. Адреса: вул. Золотоніська, 2
- Третя черкаська міська лікарня швидкої медичної допомоги. Адреса: вул. С.Кішки,210
- Міська інфекційна лікарня. Адреса: вул. С.Кішки,210
- Міська дитяча лікарня. Адреса: вул. О.Теліги,4

Також на території міста знаходяться районні та обласні медичні заклади. Зокрема, в Соснівці знаходиться обласна лікарня, яка займає одне з перших місць в Україні за розвитком медицини.
У місті діє Комунальне некомерційне підприємство «Черкаський міський пологовий будинок „Центр матері та дитини“», яке має у своєму складі два пологових будинки:
- Пологовий будинок № 1, вул. Чехова, б.101
- Пологовий будинок № 2, вул. 30 років Перемоги, 16/1

### Поліклініки
- Амбулаторно-поліклінічне відділення ЧОПТД, пров. Зелінського, 3
- Міська дитяча стоматологічна поліклініка, вул. В.Чорновола, 120
- Міська стоматологічна поліклініка № 1, вул. Байди Вишневецького, 59
- Міська стоматологічна поліклініка № 2, бульвар Шевченка, 325
- Поліклініка № 1 міської дитячої лікарні, вул. Благовісна, 148
- Поліклініка № 2 міської дитячої лікарні, вул. Кобзарська, 40
- Поліклініка № 3 міської дитячої лікарні, вул. О.Теліги, 4
- Поліклінічне відділення Першої міської лікарні, вул. Дахнівська, 32
- Другий Черкаський міський центр первинної медико-санітарної допомоги[2], вул. В'ячеслава Чорновола, б.1
- Поліклінічне відділення Третьої міської лікарні, вул. С.Кішки, 210
- Міська поліклініка № 5, вул. 30-річчя Перемоги, 20
- Медико-санітарна частина НВК «ФОТОПРИЛАД», вул. Байди Вишневецького, 59
- Міський реабілітаційно-оздоровчий центр «АСТРА», вул. Гоголя

### Інші
- Черкаська станція швидкої медичної допомоги — філія обласного центру екстреної медичної допомоги та медицини катастроф, вул. Остафія Дашкевича, 42
- Міська санепідемстанція, вул. Пилипенка та бульвар Шевченка
- Державна установа «Черкаський обласний лабораторний центр Міністерства охорони здоров'я України» (колишня Державна санітарно-епідеміологічна служба Черкаської області), вул. Волкова, б.3

### Галерея

Черкаська обласна лікарня
Лікарня № 3
Пологовий будинок № 1
Пологовий будинок № 2
Поліклініка № 2
Другий Черкаський міський ЦПМСД
Міська стоматологічна поліклініка №1
Міська стоматологічна поліклініка №2
ДУ «Черкаський ОЛЦ МОЗУ»
Психоневрологічний диспансер